# Nechworoschtscha (Poltawa)
Nechworoschtscha (ukrainisch Нехвороща; russisch Нехвороща) ist ein Dorf im Osten der ukrainischen Oblast Poltawa mit etwa 2100 Einwohnern (2018).

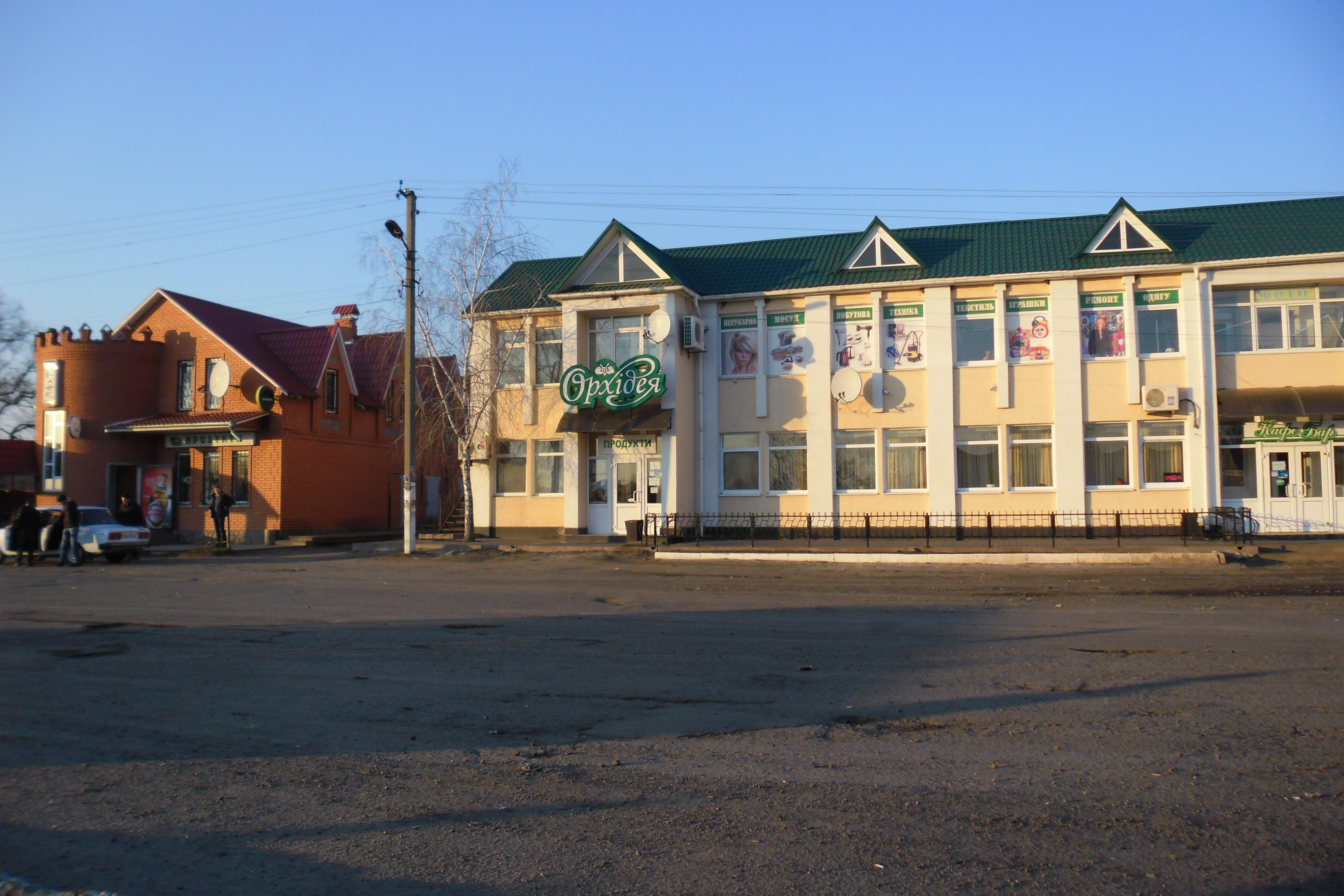
Platz im Dorf

Das Dorf wurde 1673 von Siedlern aus der Rechtsufrigen Ukraine gegründet (eine weitere Quelle nennt das Jahr 1674) und besaß 1889 980 Haushalte mit insgesamt 7240 Einwohnern. Vom 17. September 1941 bis zum 21. September 1943 war das Dorf von der Wehrmacht besetzt.
Die Ortschaft liegt auf einer Höhe von 73 m an der Mündung der 21 km langen Nechworoschtschanka (Нехворощанка) in den Oril, 40 km südöstlich vom ehemaligen Rajonzentrum Nowi Sanschary und 66 km südlich vom Oblastzentrum Poltawa.
Im Dorf stößt die Territorialstraße T–04–42 auf die T–17–35.

## Verwaltungsgliederung
Am 27. Februar 2017 wurde das Dorf zum Zentrum der neugegründeten Landgemeinde Nechworoschtscha (Нехворощанська сільська громада/Nechworoschtschanska silska hromada). Zu dieser zählen auch die 9 in der untenstehenden Tabelle aufgelisteten Dörfer, bis dahin bildete es die gleichnamige Landratsgemeinde Nechworoschtscha (Нехворощанська сільська рада/Nechworoschtschanska silska rada) im Südosten des Rajons Nowi Sanschary.
Am 17. Juli 2020 kam es im Zuge einer großen Rajonsreform zum Anschluss des Rajonsgebietes an den Rajon Poltawa.
Folgende Orte sind neben dem Hauptort Nechworoschtscha Teil der Gemeinde:
| Name                     | Name           | Name                            |
| ukrainisch transkribiert | ukrainisch     | russisch                        |
| ------------------------ | -------------- | ------------------------------- |
| Andrijiwka               | Андріївка      | Андреевка (Andrejewka)          |
| Burty                    | Бурти          | Бурты                           |
| Hubariwka                | Губарівка      | Губаревка (Gubarewka)           |
| Liwenske                 | Лівенське      | Ливенское (Liwenskoje)          |
| Majatschka               | Маячка         | Маячка                          |
| Rekuniwka                | Рекунівка      | Рекуновка (Rekunowka)           |
| Schedijewe               | Шедієве        | Шедиево (Schedijewo)            |
| Sokolowa Balka           | Соколова Балка | Соколова Балка                  |
| Switliwschtschyna        | Світлівщина    | Светловщина (Swetlowschtschina) |